# Красноуфимское отделение Горьковской железной дороги
Красноуфимское отделение Казанской железной дороги ― предприятие железнодорожного транспорта, производственное звено железных дорог СССР. Обслуживаемые им участки железной дороги находились на территории Башкирской АССР, Пермской и Свердловской областей.
В соответствии с приказом НКПС от 14 мая 1936 года № 63/Ц вошло в состав Казанской железной дороги. В состав отделения входил участок Казанбургской линии Янаул (вкл.) — Дружинино (искл.). На момент создания граничила на западе с Агрызским отделением Казанской железной дороги и на востоке со Свердловским отделением железной дороги им. Кагановича. На 1936 год на отделении действовали 3 дистанции пути (ПЧ-9 Сарапул /частично/, ПЧ-10 Чернушка и ПЧ-11 Красноуфимск) и одна дистанция гражданских сооружений (НЖЧ-5 Красноуфимск).
По состоянию на 1955 год на отделении имелась одна станция 1-го класса (Красноуфимск) и две станции 2-го класса (Янаул, Чернушка), депо Янаул и Красноуфимск.
После упразднения Казанской железной дороги отделение вошло в состав Горьковской железной дороги.
Упразднено в 1962 году путём его объединения с Ижевским отделением той же дороги.

## Прочее
На 1937 при отделении дороги действовали 9 школ (СШ № 9 — Чернушка, № 11 — Красноуфимск, № 12 — Янаул, НШ № 22 — Нечаевская, № 27 — Чёрная Речка, № 31 — Красноуфимск, № 32 — Бисертский Завод, № 33 — Контуганово, № 36 — Саранинский Завод), в которых обучалось в общей сложности 3131 человек.